# Kenny Lübcke
Kenny Lübcke (Copenhague, 20 de junio de 1966) es un cantante danés, conocido por su participación en el Festival de Eurovisión 1992.

## Trayectoria
En 1992 ganó el Dansk Melodi Grand Prix junto a Lotte Feder que en aquella ocasión usó el nombre artístico Lotte Nilsson, con la canción "Alt det som ingen ser". El Festival se celebró en la ciudad sueca de Malmö, allí el dúo acabó en 12.ª posición.
En 2001 volvió a participar en el Dansk Melodi Grand Prix, como integrante del grupo Parber Kerstein Band, con la canción "Drømmer om dig" (Soñando contigo), pero no consiguió ser elegida como representante. También participó en 2002 haciendo coros a otros artistas.

## Discografía
- Kenny & Lotte, 1992

### Vocalista para otras bandas y artistas:

#### conRoyal Hunt
- Paradox, 1997
- Fear, 1999
- Intervention, 2000
- The Mission, 2001
- The Watchers EP, 2001
- Eyewitness, 2002
- Paper Blood, 2005
- Collision Course - Paradox II, 2008
- X, 2010

#### conNarita
- Life, 1996
- Changes, 2004

#### conCornerstone
- Arrival, 2000

#### conAndré Andersen
- Changing Skin, 1998
- 1000 Miles Away, 1998
- In The Late Hour, 1999
- Black on Black, 2002

#### conZoser Mez
- Vizier of Wasteland, 1991

#### conStamina
- Two of a kind, 2010